# 里蒂帕塔山 (阿亞庫喬大區)
13°25′45″S 74°41′30″W / 13.42917°S 74.69167°W
里蒂帕塔山（Rit'ipata），是秘魯的山峰，位於該國中南部阿亞庫喬大區的坎加約省，處於賽瓦卡薩山西南面和瓦蘭瓦爾卡山以北，海拔高度約5,000米。